# Noshir Dalal
Noshir Dalal (Rochester, New York, 15 augustus 1978) is een Amerikaanse acteur en stemacteur. Dalal is het meest bekend door het verzorgen van de motion capture voor het personage Charles Smith in het computerspel van Rockstar Games uit 2018 genaamd Red Dead Redemption 2. Ook heeft Dalal de stem van Khalil verzorgd in Call of Duty: Black Ops III. Ook was Dalal te zien in onder andere deze series: Hawaii Five-0, Criminal Minds en NCIS: Los Angeles.

## Filmografie

### Films
Inclusief korte films
| Jaar | Titel                                    | Rol               |
| ---- | ---------------------------------------- | ----------------- |
| 2008 | Holocaust Holocaust                      | Kohi              |
| 2010 | Rendered                                 | Ramsey            |
| 2012 | According to Plan                        | Johnny            |
| 2013 | Prayers in the Dark                      | ABRAHAM           |
| 2014 | Villains                                 | Storm Shadow      |
| 2015 | Alpha                                    | Marcus            |
| 2015 | Twilight Storytellers: Sunrise           | Amun              |
| 2015 | Lights                                   | Majestic 12 Agent |
| 2017 | Family                                   | Delivery Man      |
| 2017 | RideX                                    | Nosh              |
| 2017 | Wife Support                             | Stan              |
| 2017 | Moments                                  | Detective Davis   |
| 2019 | Clemency                                 | Paramedic         |
| 2019 | Aloha                                    | Noah              |
| 2020 | Deathstroke Knights & Dragons: The Movie | Kapoor            |
| 2020 | Star Wars: Squadrons - Hunted            | Varko Grey        |
| 2021 | Allegedly                                | Parole Officer    |

### Series
| Jaar | Titel                          | Rol                       |
| ---- | ------------------------------ | ------------------------- |
| 2009 | Days of our Lives              | Brian                     |
| 2010 | The Whole Truth                | Cop #1                    |
| 2011 | The Mentalist                  | Second Student            |
| 2011 | The Event                      | Police Officer #1         |
| 2011 | Rizzoli & Isles                | Police Officer            |
| 2011 | Pair of Kings                  | Jason Makoola             |
| 2011 | CSI: NY                        | Officer                   |
| 2012 | Awake                          | Sniper                    |
| 2013 | Criminal Minds                 | Ben Harrison              |
| 2013 | Kickin' It                     | Brock                     |
| 2014 | Hawaii Five-0                  | Jay Cooper                |
| 2014 | Intelligence                   | Waiter                    |
| 2015 | NCIS: Los Angeles              | Marine Sergeant Graves    |
| 2015 | General Hospital               | Raj Patel                 |
| 2016 | Colony                         | Guard                     |
| 2017 | The Arrangement                | Paparazzo #3              |
| 2017 | Sh*t No One Told You           | Tour Guide                |
| 2018 | S.W.A.T.                       | Vice Det. Sampath         |
| 2018 | GO! Cartoons                   | Wolfie, Rice Ball Monster |
| 2018 | The Mick                       | Young Man                 |
| 2018 | Westworld                      | PMC                       |
| 2019 | Love, Death & Robots           | Sergeant Pettibone        |
| 2019 | Good Trouble                   | Officer Amir Turani       |
| 2019 | Mickey and the Roadster Racers | Parth Patel               |
| 2020 | It's Pony                      | Gerry, Phil               |
| 2022 | Star Wars: Tales of the Jedi   | Dorpsbewoner              |

### Computerspellen
| Jaar | Titel                        | Rol                       |
| ---- | ---------------------------- | ------------------------- |
| 2009 | League of Legends            | Yone                      |
| 2014 | Far Cry 4                    | Meerdere Rollen           |
| 2015 | Call of Duty: Black Ops III  | Khalil                    |
| 2015 | Fallout 4                    | Knight Rhys               |
| 2016 | Uncharted 4: A Thief's End   | Meerdere Rollen           |
| 2016 | Gears of War 4               | Ashpo Point Gear          |
| 2016 | Titanfall 2                  | Militia Soldier           |
| 2017 | LawBreakers                  | Kintaro                   |
| 2018 | Metal Gear Survive           | Seth                      |
| 2018 | Spider-Man                   | Meerdere Rollen           |
| 2018 | Red Dead Redemption 2        | Charles Smith             |
| 2018 | Fallout 76                   | Gnash                     |
| 2018 | Last Year: The Nightmare     | Chad                      |
| 2019 | Sekiro: Shadows Die Twice    | Sekiro                    |
| 2019 | Days Gone                    | Meerdere Rollen           |
| 2019 | Remnant: From the Ashes      | Hound Master, Pan Enemy   |
| 2019 | Gears 5                      | Male Nomad                |
| 2019 | The Outer Worlds             | Udom Bedford              |
| 2019 | Death Stranding              | Charles Khan              |
| 2020 | Gears Tactics                | Gabriel Diaz              |
| 2020 | Cyberpunk 2077               | Scorpion, Oda             |
| 2020 | Ghost of Tsushima            | Meerdere Rollen           |
| 2021 | No More Heroes III           | FU                        |
| 2022 | Guild Wars 2: End of Dragons | Detective Rama/Cerus/meer |
| 2022 | Horizon Forbidden West       | Kotallo                   |
| 2023 | Star Wars: Jedi Survivor     | Bode Akuna                |